# まぐろ市場
まぐろ市場（まぐろいちば）は、まぐろ丼を中心とした海鮮丼専門店である。小田急グループ傘下のジローレストランシステム株式会社の一員である株式会社ジロープランニングサービスが運営している。

## 沿革
- 1997年 8月 「まぐろ市場」1号店神田小川町店 OPEN
- 1999年 9月 フランチャイズ1号店 OPEN
- 2001年10月 直営店10店舗達成
- 2004年 7月 「鮪市場」 渋谷3丁目店 リニューアルOPEN
- 2004年10月 「鮪市場」 ショッピングセンター内フードコート 昭島店1号店 OPEN
- 2005年 7月 持ち株会社制へ移行（株式会社まぐろ市場）
- 2005年10月 本部事務所を御徒町から渋谷に移転
- 2006年 3月 総店舗数20店舗達成
- 2009年 6月 株式会社ピースダイニングよりジローレストランシステム株式会社へ全株式を売却
- 2009年 9月 現在21店舗
- 2012年 4月 株式会社ジロープランニングサービスへ社名改称

## 店舗
- 【まぐろ市場】神田小川町店・新橋銀座口店・東池袋一丁目店・池袋西口店・立川北口店・上野アメ横店
- 【鮪市場】小田急海老名駅店
- 【鮪市場　フードコートタイプ】イオンモール土浦店・ベルモール宇都宮店・イオンモール堺鉄砲町店

過去に存在した店舗
- 【まぐろ市場】銀座二丁目店・仲御徒町店・水道橋白山通り店・東大赤門前店・神田駅東口店・人形町店・上野六丁目店
- 【鮪市場】渋谷三丁目店
- 【鮪市場　フードコートタイプ】けやきウォーク前橋店・アリオ川口店・ミルディス北千住店・アリオ亀有店・アリオ西新井店・昭島モリタウン店・イオンナゴヤドーム前店・イオンモール大阪ドームシティ店・イオン大日店